# Alves Redol
António Alves Redol (29. prosince 1911 Vila Franca de Xira – 29. listopadu 1969 Lisabon) byl portugalský spisovatel. 
Pocházel z rodiny drobného obchodníka. V mládí byl nadšeným sportovcem a v rodném městě založil sportovní časopis Goal. V roce 1928 odjel do Angoly hledat práci, avšak časté záchvaty malárie ho přiměly po třech letech k návratu. Živil se jako prodavač pneumatik, pak začal přispívat do novin O Diabo a věnoval se také historii a folklóru regionu Ribatejo. V roce 1939 vydal svou první knihu Gaibéus, v níž zdokumentoval neutěšené pracovní podmínky na rýžových polích. Byl členem Portugalské komunistické strany a pro kritiku režimu Estado Novo byl šikanován tajnou policií PIDE. Roku 1947 se stal generálním tajemníkem portugalského PEN klubu.
Redol byl vůdčím představitelem portugalského literárního neorealismu. Děj knihy Avieiros se odehrává v rybářské vesnici nedaleko Cartaxa. Život vinařů v údolí řeky Douro popsal v románové trilogii Horizonte Cerrado, Os Homens e as Sombras a Vindima de Sangue, za kterou získal roku 1950 cenu Prémio Ricardo Malheiros. Věnoval se také dětské literatuře (např. knihy A Vida Mágica da Sementinha nebo A Flor Vai Ver o Mar) a psal divadelní hry pro lisabonské divadlo Teatro-Estádio do Salitre. Podle jeho scénáře natočil Manuel Guimarães v roce 1952 film Nazaré. V češtině vyšly Redolovy romány Přístav Manso (Československý spisovatel 1949) a Fanga (Československý spisovatel 1951). 